# EDP España
EDP España es la filial en España de la multinacional portuguesa EDP (Energías de Portugal). 

## Historia
EDP comenzó su ingreso en el mercado español en 2001 al entrar en el accionariado de Hidrocantábrico, empresa que pasó a controlar en su totalidad desde 2004. EDP diversificó los negocios de Hidrocantábrico entre el gas y la electricidad: la filial española opera en los sectores eléctrico a través de EDP Energía y gasístico a través de EDP Naturgas Energía.
En 2017, EDP vendió la red de distribución de Naturgas Energía a un consorcio formado por JP Morgan Infraestructure, Swiss Life y Abu Dhabi Investment Council por 2591 millones €.
En 2020, TotalEnergies adquirió a EDP España su cartera de clientes domésticos, tanto en el mercado libre (a través de EDP Comercializadora), como en el regulado (a través de la marca Baser), así como la Central térmica Castejón 1 en Navarra, compuesta por dos grupos con una potencia instalada de casi 850 MW. Todo ello por 515 millones de euros. El acuerdo incluyó, por otro lado, la venta de la participación del 50% que mantuvo EDP en la comercializadora CHC Energía. Tras ello, la comercializadora de electricidad y gas natural del Grupo EDP en el mercado libre pasó a denominarse TotalEnergies, mientras que la comercializadora del mercado regulada mantuvo la marca Baser. La participación de EDP en CHC Energía fue adquirida por CIDE, copropietaria de la comercializadora.

## Actividad

### Comercializadora regulada

Distribuidoras más imporantes. Son las empresas que mantienen las redes de transporte y distribución en cada zona:
e-distribución (Endesa)
i-DE (Iberdrola)
Unión Fenosa (Naturgy)
Redes (EDP)
Viesgo (TotalEnergies)

En España, tras una denuncia de la OCU en 2018, la CNMC obliga a las compañías eléctricas a operar en el mercado regulado bajo otro nombre y otro logo distinto al del mercado libre. De esta manera, EDP opera en el mercado regulado bajo el nombre de Baser.

### Distribución
Redes, la distribuidora de HC Energía (propiedad de EDP) se encarga de la distribución y mantenimiento de la red de distribución de electricidad en la mayoría del Principado de Asturias. Opera con el número de contador ES0026.

## Polémicas
Debido al sistema marginalista del mercado mayorista de la electricidad en España, se venden las energías más baratas de producir al precio de las más caras. Las eléctricas consiguen, por tanto, unos márgenes de beneficio desproporcionados. Se conocen como windfall profits, beneficios caídos del cielo. Joan Baldoví, diputado de Compromís por la provincia de Valencia en el Congreso de los Diputados, saltó a la escena mediática criticando que "pagamos un bocata de calamares a precio de caviar iraní" y añadió que "hay que acabar de una vez con este timo. Hay que hacer auditorías para saber lo que cuesta la luz y pagar por lo que vale realmente".

## Empresas del grupo
- EDP Energía, dedicada a la producción de energía eléctrica.
- EDP Comercializadora, dedicada a la comercialización y suministro de energía a clientes en el mercado liberalizado. Vendida a TotalEnergies en 2020.
- Baser, la comercializadora de último recurso del grupo Edp, que ofrece las tarifas reguladas por el Gobierno. Vendida a TotalEnergies en 2020.
- CHC Energía, empresa comercializadora surgida en el año 2009, producto del acuerdo entre CIDE y el Grupo EDP. Propiedad al 50% de EDP hasta la venta de la participación en 2021.
- EDP Naturgas Energía, agrupa a: Gas de Asturias, Gasnalsa, Donostigas, Bilbogas, Gas Figueres, Septentrional de Gas y Naturgas Comercializadora.
- Neoenergia, Fue creada en 2005 a partir de la integración de las actividades de energías renovables de HC energía (genesa) y EDP (enernova).
- EDP Renováveis: Las inversiones del Grupo EDP en energías renovables se materializan a través de la Sociedad EDP Renováveis en la cual EDP Energía tiene una participación del 15,5%.